# Calyptra orthograpta
Calyptra orthograpta är en fjärilsart som beskrevs av Butler 1886. Calyptra orthograpta ingår i släktet Calyptra och familjen nattflyn. Inga underarter finns listade i Catalogue of Life.